# Colomièrs
Colomièrs (en francès Colomiers i en occità gascó Colomèrs) és un municipi occità, a Gascunya, situat al departament de l'Alta Garona i a la regió d'Occitània. L'any 2006 tenia 35.127 habitants. És el suburbi més gran de la ciutat de Tolosa; està localitzat al seu oest.
El 1971 va esdevenir la primera àrea de França a oferir transport públic gratuït.